# Pauline Oliveros

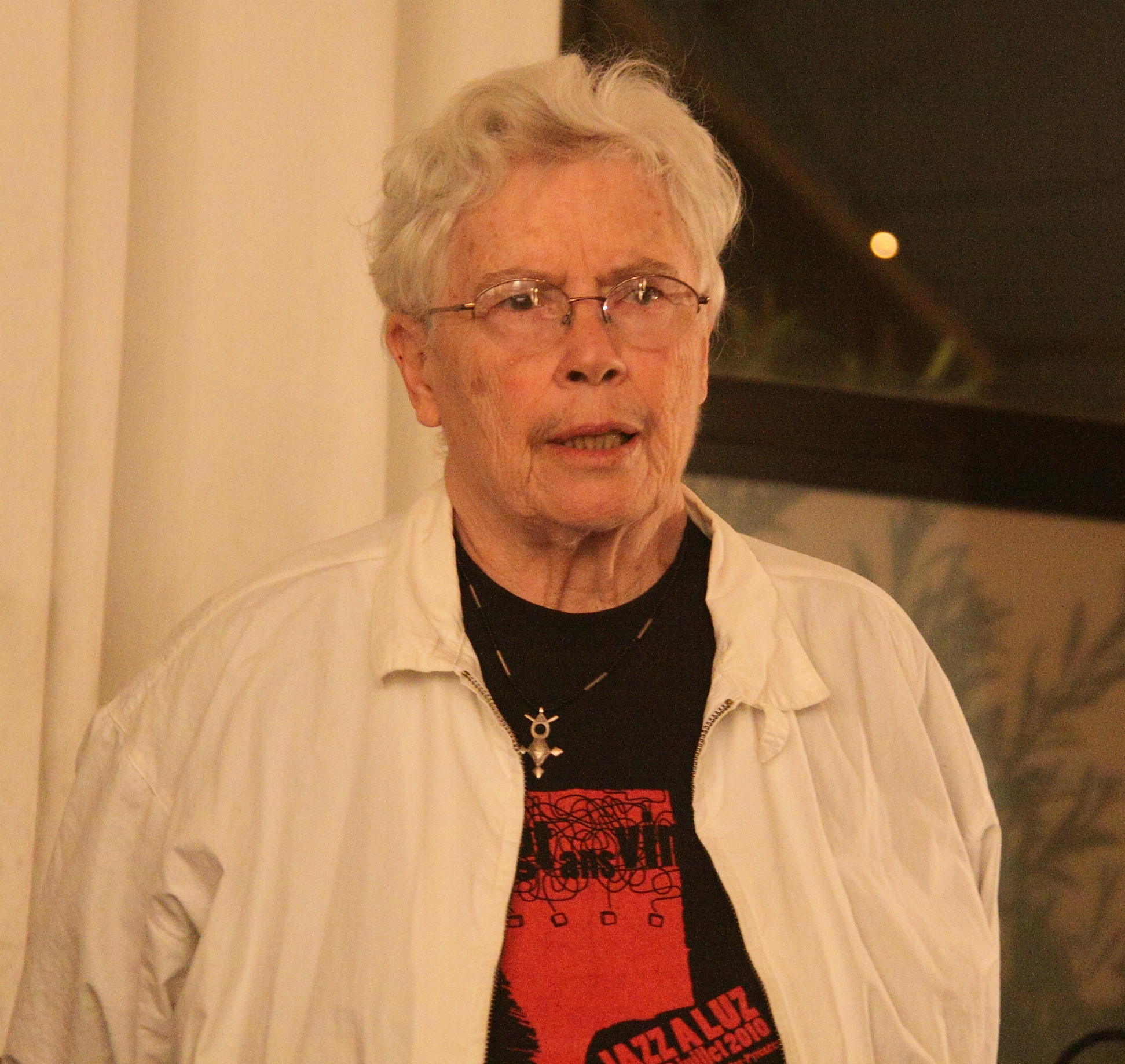
Pauline Oliveros (2010)

Pauline Oliveros, född 30 maj 1932 i Houston i Texas, död 25 november 2016 i New York i New York, var en amerikansk dragspelare och kompositör som bidragit till  utvecklingen av den elektroniska konstmusiken. Under 1960-talet grundade hon San Francisco Tape Music Center och hade därefter rollen som dess dirigent. Hon har även skrivit böcker, formulerat nya musikteorier (bland annat konceptet "Deep Listening") och arbetat med musik på Mills College, University of California, San Diego (UCSD), Oberlin Conservatory of Music och Rensselaer Polytechnic Institute.

## Kompositioner
- Sonic Meditations: "Teach Yourself to Fly", etc.
- Sound Patterns for mixed chorus (1961), awarded the Gaudeamus International Composers Award in 1962, available on Extended Voices (Odyssey 32 16) 0156 and 20th Century Choral Music (Ars Nova AN-1005)
- Musiken till Annie Sprinkle's The Sluts and Goddesses Video Workshop—Or How To Be A Sex Goddess in 101 Easy Steps (1992)
- Theater of Substitution (1975-). Oliveros fotograferades som olika karaktärer, bland annat en spansk señora, en hemmafru och en professor.

### Böcker
- Oliveros, Pauline (2010), Lawton Hall, red., Sounding the Margins: Collected Writings 1992-2009, Kingston, New York: Deep Listening Publications, ISBN 978-1-889471-16-7.

- Oliveros, Pauline (2005), Deep Listening: A Composer's Sound Practice, New York: iUniverse, Inc., ISBN 978-0-595-34365-2.

- Oliveros, Pauline (1998), Roots of the Moment, New York: Drogue Press, ISBN 978-0-9628456-4-2.

- Oliveros, Pauline (1984), Software for People: Collected Writings 1963-80, Baltimore: Printed Editions, ISBN 978-0-914162-59-9.

- Oliveros, Pauline (1982), Initiation Dream, Los Angeles: Astro Artz, ISBN 978-0-937122-07-5.

## Kända studenter
- Sidney Corbett
- Andrew Deutsch
- Paul Dresher
- Alexina Louie
- Jennifer & Kevin McCoy
- Dana Reason
- Cory Arcangel

## Filmer
- 1976 - Music With Roots in the Aether: Opera for Television. Tape 5: Pauline Oliveros. Produced and directed by Robert Ashley. New York, New York: Lovely Music.
- 1993 - The Sensual Nature of Sound: 4 Composers - Laurie Anderson, Tania León, Meredith Monk, Pauline Oliveros. Directed by Michael Blackwood.
- 2001 - Roulette TV: Pauline Oliveros. Roulette Intermedium Inc.
- 2005 - Unyazi Of The Bushveld. Directed by Aryan Kaganof. Produced by African Noise Foundation